# Like a Lady
«Like a Lady» — песня американской кантри-группы Lady A, вышедшая 15 марта 2021 года в качестве ведущего сингла из их девятого студийного альбома What a Song Can Do. Участница группы Хиллари Скотт написала песню в соавторстве с Дэйвом Барнсом, Мишель Базз, Мартином Джонсоном и Брэндоном Пэддоком, последние двое из которых выступили сопродюсером Дэнна Хаффа.

## История
Участница группы Хиллари Скотт написала песню в соавторстве с Дэйвом Барнсом, Мишель Базз, Мартином Джонсоном и Брэндоном Пэддоком. Скотт описала песню как вдохновлённую песнями Долли Партон «9 to 5» и Шанайи Твейн «Man! I Feel Like a Woman!», описывая её как быстрый гимн, посвящённый теме женской силы. В песне Скотт исполняет ведущий вокал, а Чарльз Келли и Дэйв Хейвуд отвечают за вокальную гармонию и гитарные партии. Илья Тошинский играет на банджо и мандолине, а Стюарт Дункан — на скрипке.

## Отзывы критиков
Анджела Стефано из Taste of Country написала, что песня — «большой кусок женской силы». Силлея Хогтон, пишущая для того же сайта, заявила, что «Этот летний трек отбрасывает вежливые стандарты, связанные с фразой, в честь которой названа песня, вместо этого рассказывая о одинокой женщине, проводящей ночь в городе, где она угощается самым дорогим алкоголем на полке и танцует так, будто никто не видит». Обозреватель CMT Джессика Николсон назвала гитарную партию песни «вдохновлённой 80-ми». Кевин Джон Койн из Country Universe отнёсся к треку менее благосклонно, назвав его «собраным из деталей и собранным на спинах других женщин, которые проделали эту работу». Он также раскритиковал группу за то, что они «построили целую песню вокруг имени, которое [они] украли у чернокожей женщины».

## Позиции в чартах
| Чарт (2021)                        | Высшая позиция |
| ---------------------------------- | -------------- |
| Австралия (Country Hot 50, TMN)    | 31             |
| Канада (Canadian Hot 100)          | 94             |
| Канада (Country, Billboard)        | 4              |
| США (Billboard Hot 100)            | 85             |
| США (Country Airplay, Billboard)   | 13             |
| США (Hot Country Songs, Billboard) | 20             |

| Чарт (2021)                        | Позиция |
| ---------------------------------- | ------- |
| США (Country Airplay, Billboard)   | 44      |
| США (Hot Country Songs, Billboard) | 71      |

## Сертификации
| Регион                                                                      | Сертификация | Продажи |
| --------------------------------------------------------------------------- | ------------ | ------- |
| Канада (Music Canada)                                                       | Золотой      | 40 000  |
| Данные о продажах + прослушиваниях приведены только на основе сертификации. |              |         |